# Воянув
Воянув (пол. Wojanów, нім. Schildau) — село в Польщі, у гміні Мислаковиці Єленьоґурського повіту Нижньосілезького воєводства.
Населення — 452 особи (2011).
У 1975-1998 роках село належало до Єленьоґурського воєводства.

## Демографія
Демографічна структура станом на 31 березня 2011 року:
|          | Загалом | Допрацездатний вік | Працездатний вік | Постпрацездатний вік |
| -------- | ------- | ------------------ | ---------------- | -------------------- |
| Чоловіки | 218     | 46                 | 162              | 10                   |
| Жінки    | 234     | 36                 | 154              | 44                   |
| Разом    | 452     | 82                 | 316              | 54                   |

## Галерея

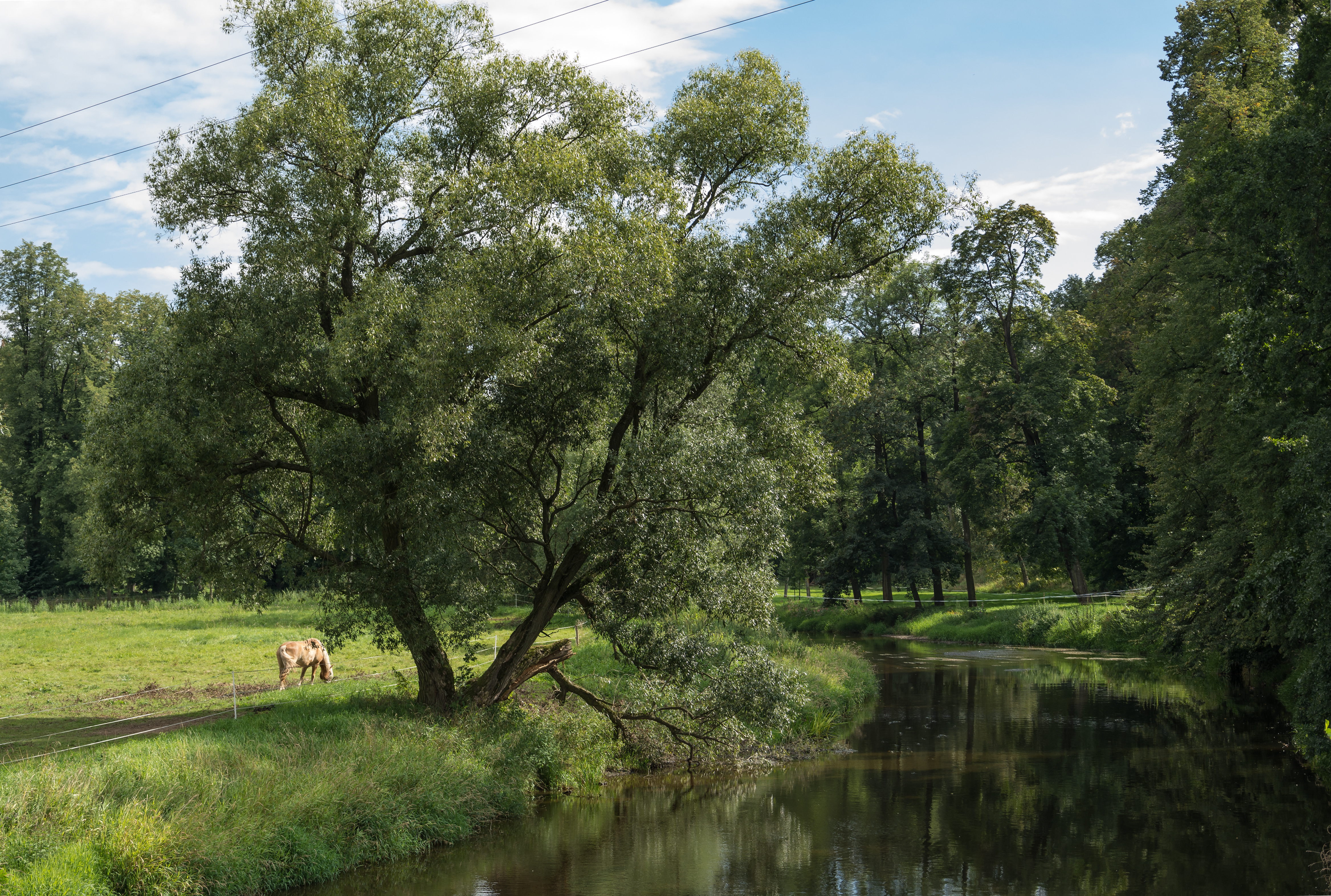
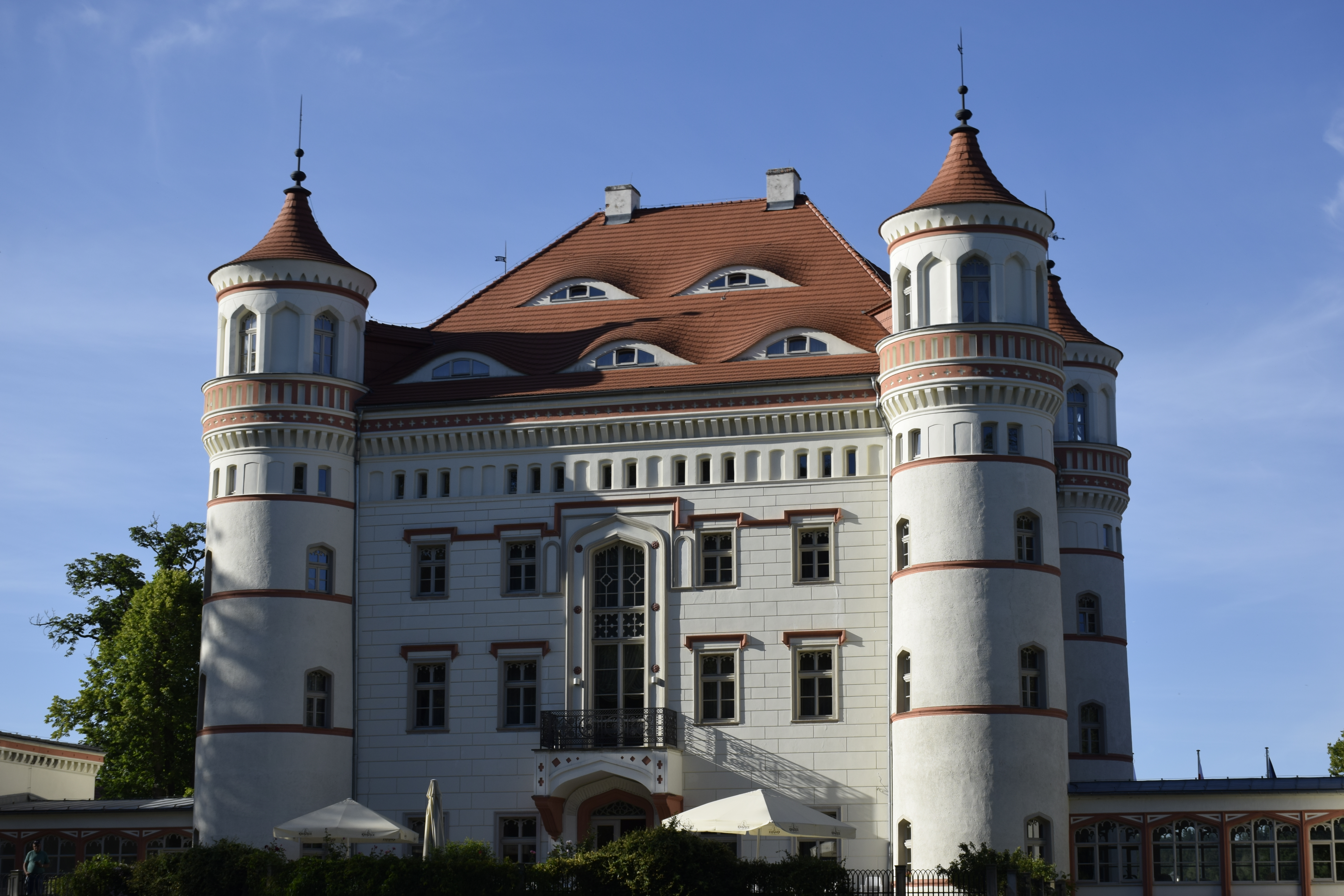
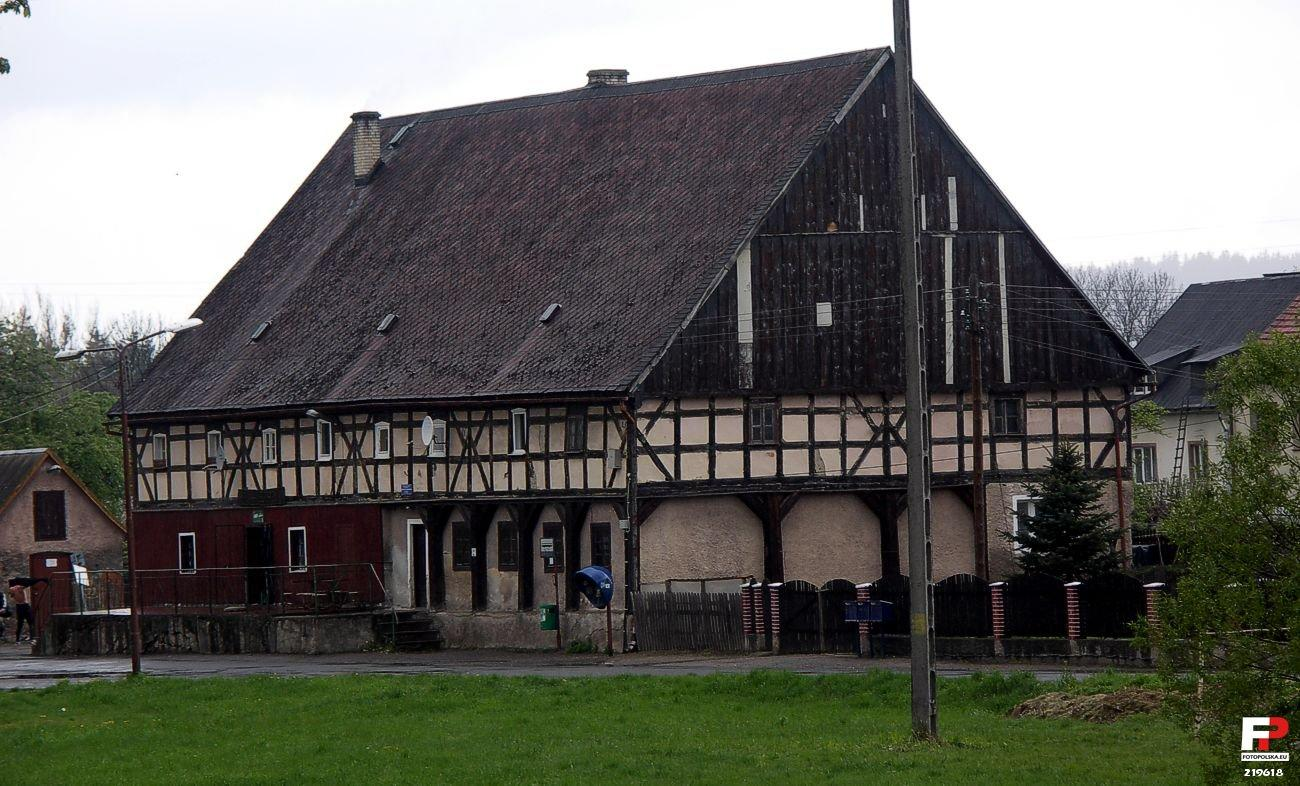